# Condor Iquiña
Condor Iquiña ist eine Ortschaft im Departamento Oruro im südamerikanischen Andenstaat Bolivien.

## Lage im Nahraum
Condor Iquiña liegt in der Provinz Pantaleón Dalence und ist der zweitgrößte Ort im Cantón Cataricahua im Municipios Huanuni. Die Ortschaft liegt auf einer Höhe von 4272 m im Quellbereich eines nach Norden gerichteten Zuflusses zum Río Umacata, der weiter über den Río Jachcha Jahuira und den Río Colcha zum Río Chayanta fließt.

## Geographie
Condor Iquiña liegt auf dem bolivianischen Altiplano am Westrand der Cordillera Azanaques, einem Teilabschnitt der Cordillera Central. Die Region weist ein ausgeprägtes Tageszeitenklima auf, die durchschnittliche Temperaturschwankung im Tagesverlauf fällt deutlicher aus als im Verlauf der Jahreszeiten.
Die Jahresdurchschnittstemperatur der Region liegt bei knapp 9 °C, die Monatswerte schwanken zwischen 4 °C im Juni/Juli und 11 °C von November bis März (siehe Klimadiagramm Huanuni). Der Jahresniederschlag beträgt nur niedrige 350 mm, von April bis Oktober herrscht eine ausgeprägte Trockenzeit mit Monatswerten von unter 10 mm, nur von Dezember bis März fallen nennenswerte Monatsniederschläge zwischen 55 und 85 mm.

## Verkehrsnetz
Condor Iquiña liegt in einer Entfernung von 63 Straßenkilometern südöstlich von Oruro, der Hauptstadt des gleichnamigen Departamentos.
Von Oruro führt die asphaltierte Nationalstraße Ruta 1 in südlicher Richtung 30 Kilometer nach Machacamarca. Dort zweigt die ebenfalls asphaltierte Ruta 6 in südöstlicher Richtung ab und überquert nach weiteren 19 Kilometern vor dem nördlichen Ortseingang von Huanuni den Río Huanuni. Vor der Überquerung der Brücke verlässt man die asphaltierte Ruta 6 und bleibt auf der rechten, nördlichen Seite des Flusses. Nach 300 Metern zweigt eine Nebenstraße nach links ab und erklimmt in zahlreichen Serpentinen den Südhang des Cerro Posokoni bis zu dem sieben Kilometer entfernten Cataricahua.
Man folgt der Straße oberhalb der Ortschaft vier Kilometer weiter in nordöstlicher Richtung, zweigt dann nach links anderthalb Kilometer in nördlicher Richtung ab, fährt dann weiter nach rechts anderthalb Kilometer nach Osten, und zweigt dann nach rechts in südöstlicher Richtung ab, bis nach zwei Kilometern eine Stichstraße nach rechts in südwestlicher Richtung in das einen Kilometer entfernte Condor Iquiña führt.

## Bevölkerung
Die Einwohnerzahl der Ortschaft ist in dem Jahrzehnt zwischen den beiden letzten Volkszählungen um fast ein Fünftel angestiegen:
| Jahr | Einwohner         | Quelle       |
| ---- | ----------------- | ------------ |
| 1992 | keine Detaildaten | Volkszählung |
| 2001 | 100               | Volkszählung |
| 2012 | 117               | Volkszählung |
| 2024 |                   | Volkszählung |

Die Region ist gekennzeichnet durch einen hohen Anteil indigener Bevölkerung, in der Provinz Pantaleón Dalence sprechen 69,8 Prozent der Einwohner Quechua.